# 大竹美佳
大竹 美佳（おおたけ みか、2月26日 - ）は、日本の女性声優。茨城県出身。星座はうお座。

## 出演作品

### テレビアニメ
2000年
- 幻想魔伝 最遊記（客）

2002年
- スパイラル －推理の絆－（白長谷圭）

2005年
- うえきの法則（大介、美女1、美女A、子供、女子生徒、A子）

### OVA
2001年
- HAPPY★LESSON（合唱）